# دم‌پنبه‌ای آپالاچی
دم‌پنبه‌ای آپالاچی (نام علمی: Sylvilagus obscurus) نام یک گونه از سرده خرگوشک‌های دم‌پنبه‌ای است.